# Скуратовський Олександр Олександрович
Олекса́ндр Олекса́ндрович Скурато́вський — старший солдат Збройних сил України, 79-а бригада.

## Нагороди
21 серпня 2014 року — за особисту мужність і героїзм, виявлені у захисті державного суверенітету та територіальної цілісності України, вірність військовій присязі під час російсько-української війни, відзначений — нагороджений орденом «За мужність» III ступеня.